# Comala
Comala è un comune e città del Messico, situato nello stato di Colima.

## Cultura
La città di Comala viene citata dall'autore Juan Rulfo all'interno del romanzo Pedro Pàramo.
(Juan Rulfo, Pedro Páramo)